# Jonna Löfgren
Jonna Löfgren, född 1987, är en svensk musiker och trumslagare uppvuxen i Boden.
Löfgren spelade mellan 2010 och 2020 i det skotska rockbandet Glasvegas. Innan hennes inträde i bandet studerade Löfgren på Musikhögskolan i Piteå och blev värvad till bandet genom en DVD-ansökan. Mellan jobben med Glasvegas har Jonna Löfgren även spelat med Anna Ternheim och Hurula på såväl inspelningar som livekonserter.
Sommaren 2018 spelade hon med Lars Winnerbäck på hans sommarturné. Vidare på Lars Winnerbäcks studioalbum Eldtuppen 2019 